# Nowy Sącz
Nowy Sącz (in tedesco Neu Sandez o Neu Sandec; in slovacco Nový Sonč; in ceco Nový Sadec; in ungherese Újszandec) è una città polacca del voivodato della Piccola Polonia e capoluogo del Distretto di Nowy Sącz. Terza città per estensione e numero di abitanti del voivodato. Fu fondata l'8 novembre 1292 con il nome "Neu Sandez". Ricopre una superficie di 58 km² e nel 2012 contava 84 129 abitanti.

## Geografia fisica

### Posizione geografica
Nowy Sącz è situata sul fondo di una valle ed è attraversata dai principali fiumi Dunajec e Kamienica ma anche da Łubinka. L'altitudine è variabile e oscilla tra i 272 m s.l.m. e i 475 m s.l.m. La città, in principio, sorse tra le due sponde dei due fiumi, una posizione ben difendibile e tattica secondo il re Venceslao II di Boemia. La città era isolata, per la sua posizione geografica, ma il passaggio di una importante via commerciale che la univa con il sud Europa ha fatto sì che Nowy Sącz nel Medioevo ebbe le condizioni favorevoli per lo sviluppo e il commercio.
Non molto lontano dalla città troviamo il lago artificiale Rożnowskie, creato dallo sbarramento del fiume Dunajec, per la costruzione di una centrale idroelettrica.

### Numeri
- Superficie: 57,58 km²
- Altitudine massima: collina Majdan – 475 m s.l.m.
- Altitudine minima: Wielopole – 272 m s.l.m.
- Circonferenza città: 42,3 km
- Lunghezza totale strade: 230 km
- Lunghezza fiumi: 18 km

### Distretti
Nowy Sącz è divisa in 25 distretti:
| * Barskie     | * Kaduk          | * Stare Miasto     |
| * Biegonice   | * Kilińskiego    | * Szujskiego       |
| * Centrum     | * Kochanowskiego | * Westerplatte     |
| * Chruślice   | * Millennium     | * Wojska Polskiego |
| * Dąbrówka    | * Nawojowska     | * Wólki            |
| * Falkowa     | * Piątkowa       | * Zabełcze         |
| * Gołąbkowice | * Poręba Mała    | * Zawada           |
| * Gorzków     | * Przetakówka    |                    |
| * Helena      | * Przydworcowe   |                    |

### Clima
| Nowy Sącz (1991-2020) Fonte: meteomodel.pl | Mesi         | Mesi         | Mesi         | Mesi         | Mesi        | Mesi        | Mesi        | Mesi        | Mesi        | Mesi        | Mesi         | Mesi         | Stagioni | Stagioni | Stagioni | Stagioni | Anno    |
| Nowy Sącz (1991-2020) Fonte: meteomodel.pl | Gen          | Feb          | Mar          | Apr          | Mag         | Giu         | Lug         | Ago         | Set         | Ott         | Nov          | Dic          | Inv      | Pri      | Est      | Aut      | Anno    |
| ------------------------------------------ | ------------ | ------------ | ------------ | ------------ | ----------- | ----------- | ----------- | ----------- | ----------- | ----------- | ------------ | ------------ | -------- | -------- | -------- | -------- | ------- |
| T. max. media (°C)                         | 2,3          | 4,3          | 9,0          | 15,4         | 20,2        | 23,5        | 25,4        | 25,4        | 19,9        | 14,7        | 8,7          | 3,3          | 3,3      | 14,9     | 24,8     | 14,4     | 14,3    |
| T. media (°C)                              | −1,5         | 0,0          | 3,7          | 9,2          | 13,8        | 17,3        | 19,0        | 18,6        | 13,9        | 9,2         | 4,5          | −0,2         | −0,6     | 8,9      | 18,3     | 9,2      | 9,0     |
| T. min. media (°C)                         | −4,9         | −3,7         | −0,6         | 3,5          | 8,1         | 11,8        | 13,4        | 13,0        | 9,0         | 5,0         | 1,1          | −3,3         | −4,0     | 3,7      | 12,7     | 5,0      | 4,4     |
| T. max. assoluta (°C)                      | 15,8 (1991)  | 20,3 (1990)  | 25,6 (1974)  | 30,0 (2012)  | 32,7 (2005) | 34,4 (2019) | 36,7 (1957) | 36,8 (2013) | 36,0 (2015) | 28,2 (2000) | 22,4 (1963)  | 19,4 (1989)  | 20,3     | 32,7     | 36,8     | 36,0     | 36,8    |
| T. min. assoluta (°C)                      | −29,2 (1987) | −33,5 (1963) | −29,4 (1963) | −10,5 (1990) | −3,1 (2007) | −0,5 (1977) | 3,0 (1971)  | 2,9 (1973)  | −3,7 (1977) | −8,3 (2003) | −18,5 (1988) | −30,3 (1961) | −33,5    | −29,4    | −0,5     | −18,5    | −33,5   |
| Giorni di calura (Tmax ≥ 30 °C)            | 0,0          | 0,0          | 0,0          | 0,0          | 0,3         | 2,4         | 4,7         | 4,9         | 0,2         | 0,0         | 0,0          | 0,0          | 0,0      | 0,3      | 12,0     | 0,2      | 12,5    |
| Giorni di gelo (Tmin ≤ 0 °C)               | 23,5         | 19,9         | 17,1         | 5,7          | 0,4         | 0,0         | 0,0         | 0,0         | 0,1         | 3,8         | 11,9         | 22,0         | 65,4     | 23,2     | 0,0      | 15,8     | 104,4   |
| Giorni di ghiaccio (Tmax ≤ 0 °C)           | 10,1         | 5,8          | 1,5          | 0,1          | 0,0         | 0,0         | 0,0         | 0,0         | 0,0         | 0,0         | 1,7          | 7,3          | 23,2     | 1,6      | 0,0      | 1,7      | 26,5    |
| Nuvolosità (okta al giorno)                | 5,4          | 5,5          | 5,1          | 4,9          | 4,8         | 4,9         | 4,7         | 4,3         | 4,7         | 5,0         | 5,5          | 5,5          | 5,5      | 4,9      | 4,6      | 5,1      | 5,0     |
| Precipitazioni (mm)                        | 31,5         | 31,3         | 36,9         | 50,0         | 95,3        | 105,0       | 110,7       | 83,5        | 66,0        | 51,6        | 35,7         | 30,1         | 92,9     | 182,2    | 299,2    | 153,3    | 727,6   |
| Giorni di pioggia                          | 8,2          | 7,9          | 8,6          | 8,8          | 11,1        | 11,0        | 11,7        | 9,1         | 8,9         | 8,3         | 7,5          | 7,3          | 23,4     | 28,5     | 31,8     | 24,7     | 108,4   |
| Nevicate (cm)                              | 236,5        | 248,5        | 77,3         | 7,5          | 0,0         | 0,0         | 0,0         | 0,0         | 0,0         | 1,2         | 46,7         | 121,8        | 606,8    | 84,8     | 0,0      | 47,9     | 739,5   |
| Giorni di neve                             | 19,6         | 17,8         | 7,9          | 1,3          | 0,0         | 0,0         | 0,0         | 0,0         | 0,0         | 0,3         | 5,3          | 14,1         | 51,5     | 9,2      | 0,0      | 5,6      | 66,3    |
| Umidità relativa media (%)                 | 81,7         | 78,8         | 73,7         | 70,3         | 73,6        | 74,6        | 75,1        | 76,3        | 80,1        | 81,2        | 82,3         | 82,9         | 81,1     | 72,5     | 75,3     | 81,2     | 77,6    |
| Ore di soleggiamento mensili               | 64,3         | 75,5         | 120,2        | 169,0        | 207,4       | 207,5       | 223,2       | 223,8       | 151,2       | 117,7       | 72,7         | 58,3         | 198,1    | 496,6    | 654,5    | 341,6    | 1 690,8 |
| Pressione a 0 metri s.l.m. (hPa)           | 983,1        | 981,9        | 980,9        | 979,4        | 980,5       | 980,7       | 980,5       | 981,7       | 982,7       | 983,0       | 982,1        | 982,9        | 982,6    | 980,3    | 981,0    | 982,6    | 981,6   |
| Tensione di vapore (hPa)                   | 4,7          | 5,0          | 5,9          | 8,0          | 11,4        | 14,6        | 16,1        | 16,0        | 12,6        | 9,6         | 7,2          | 5,3          | 5,0      | 8,4      | 15,6     | 9,8      | 9,7     |
| Vento (direzione-m/s)                      | 1,9          | 2,0          | 2,1          | 1,8          | 1,6         | 1,5         | 1,4         | 1,2         | 1,3         | 1,6         | 1,7          | 1,8          | 1,9      | 1,8      | 1,4      | 1,5      | 1,7     |

## Educazione
A Nowy Sącz ci sono 19 scuole elementari, 15 scuole medie, 18 licei, 10 scuole professionali, 13 istituti tecnici, 13 licei serali (per adulti), 7 istituti tecnici serali (per adulti) e 28 scuole post laurea. Troviamo anche una delle più famose scuole di economia di tutta la Polonia ma anche d'Europa, la National-Louis University, ovvero una delle sedi della famosa università americana. La scuola è inoltre una delle primi partner del colosso di Google in Europa a cui sono legate anche le università di Oxford e Cambridge.

## Amministrazione

### Gemellaggi
Nowy Sącz è gemellata con le seguenti città:
- Elbląg
- Kiskunhalas
- Narvik
- Natanya
- Prešov
- Schwerte
- Stara Lubowla
- Stryj
- Tarnów
- Trakai
- Massa
- Molise